# Isabelle de Paris
Isabelle de Paris (巴里のイザベル?, Pari no Izaberu) è un anime storico in 13 puntate, prodotto nel 1979 dalla Dax International. La serie è stata trasmessa per la prima volta dal network giapponese TV Tokyo a partire dall'aprile 1979.

## Trama
Francia, settembre 1870. Isabelle Laustin è una ragazza di quindici anni, ultimogenita di una nobile famiglia francese. Ha due fratelli maggiori: la sorella Geneviève, fidanzata con il capitano Victor, e il fratello Andrea, che è partito come soldato nella guerra franco-prussiana. La Francia è in pericolo, soprattutto perché il perfido primo ministro francese, Adolphe Thiers, per le sue brame di potere e ricchezza si è alleato segretamente con i nemici prussiani. Tra triangoli amorosi e la guerra che continua, nel corso della storia Isabelle sarà costretta a riparare in Inghilterra, dove, travestita da uomo, dovrà combattere per la sua patria.

## Sigla
La sigla originale, utilizzata anche in Italia, è Fantasie impromptu (Op. 66 in do diesis minore) di Fryderyk Chopin. La sigla italiana è stata realizzata dai Rocking Horse e pubblicata nel 2017 su dischi ARC.

## Doppiaggio
| Personaggi | Voce giapponese | Voce italiana    |
| ---------- | --------------- | ---------------- |
| Isabelle   | Mami Koyama     | Silvia Tognoloni |
| Jean       | Yūji Mitsuya    | Riccardo Rossi   |
| Andrea     | Osamu Ichikawa  | Tonino Accolla   |
| Geneviève  | Reiko Seno      | Serena Verdirosi |
| Victor     | Kazuyuki Sogabe | Angelo Nicotra   |
| Irma       | Kachiko Hino    | Germana Dominici |

## Edizione italiana
La serie fu doppiata in italiano dalla C.D. e trasmessa per la prima volta su Rete 4 nel 1982 col titolo Isabella.

## Episodi
| Nº | Titolo italiano Giapponese 「Kanji」 - Rōmaji                                                         | In onda        | In onda |
| Nº | Titolo italiano Giapponese 「Kanji」 - Rōmaji                                                         | Giapponese     |         |
| 1  | Il giorno in cui divenni una lady 「15歳、私がレディーになる日」 - 15 sai, watashi ga redī ni naru hi | 19 aprile 1979 |         |
| 2  | Un caro ritorno 「二つの愛の谷間で」 - Futatsu no ai no tanima de                                     | 26 aprile 1979 |         |
| 3  | Il giorno del duello 「決闘の日、愛する人は」 - Kettō no hi, ai suru hito wa                          | 3 maggio 1979  |         |
| 4  | Una scelta difficile 「ベルサイユへの道」 - Berusaiyu he no michi                                     | 10 maggio 1979 |         |
| 5  | La repressione 「大空へ熱気球の脱出」 - Ōzora e netsu kikyū no dasshutsu                              | 17 maggio 1979 |         |
| 6  | Versailles 「兄、戦死のしらせ」 - Ani, senshi no shirase                                              | 24 maggio 1979 |         |
| 7  | La fuga del traditore 「いま、美人剣士の誕生」 - Ima, bijin kenshi no tanjô                           | 31 maggio 1979 |         |
| 8  | Londra come sei lontana 「謎のコウモリ団の出現」 - Nazo no kômori dan no shutsugen                    | 7 giugno 1979  |         |
| 9  | Missione compiuta 「夜霧に燃えた愛」 - Yogiri ni moeta ai                                             | 14 giugno 1979 |         |
| 10 | I giustizieri della notte 「戦場に咲いた恋」 - Senba ni saita koi                                     | 21 giugno 1979 |         |
| 11 | Una prova terribile 「母を殺した戦争がにくい」 - Haha wo koroshita sensô ga nikui                     | 28 giugno 1979 |         |
| 12 | La nascita di una città 「真昼のダンスパーティー」 - Mahiru no dansu pātī                             | 5 luglio 1979  |         |
| 13 | Una nuova vita 「新しい人生への旅立ち」 - Atarashī jinsei he no tabidachi                             | 12 luglio 1979 |         |